# 新貨条例
新貨条例（旧字体：新貨󠄁條例、しんかじょうれい）は、明治4年5月10日（1871年6月27日）に制定された日本の貨幣法である。日本の貨幣単位として「円」を正式採用した。
明治8年（1875年）6月25日の改正に伴い、名称も貨幣条例（太政官布告第108号）に改められ、明治30年（1897年）10月1日の貨幣法施行により廃止された。

## 明治初年の諸課題
明治維新後も新政府は、江戸時代の貨幣制度（三貨制度）をほぼそのまま受け継いだが、新政府が理想とする中央集権的国家を建設するためには、各藩が独自に発行していた藩札（さらにそれを受け継いだ府県札）の整理や、東日本の金（計数貨幣）と西日本の銀（秤量貨幣）の統一なども課題として残されていた。また、1両が4分、1分が4朱という一部4進法が用いられる貨幣体系も、慣れない外国人には理解しにくく、改善が求められていた。
また当時、国内外の金銀比価の差によって大量の金が国外へ流出していた上、さらに戊辰戦争による戦費や、殖産興業のために新政府は深刻な財政不足に陥っていた。大量の予算を充足する目的から、会計事務掛三岡八郎（福井藩士。のち由利公正）が導入した不換紙幣太政官札（10両、5両、1両、1分、1朱の5種）が大量に発行され、政府貨幣の信用が著しく低下していた。その価値は金正価100両に対し、太政官札120両から150両まで下落したという。
新政府は慶應4年閏4月21日（1868年6月11日）に貨幣司を設けて、接収した旧金座および銀座で二分判、一分銀、一朱銀および天保通寳を製造したが、硬貨の鋳造技術も旧態依然の未熟なものであり、江戸時代以来、偽造金銀銭が多く流通しており、貿易決済にも用いられたため、諸外国からの苦情が殺到。貨幣の国家管理は急務と言えた。また、方形の貨幣は流通に従って四隅が摩耗するなど、品質の低下が激しく、円形通貨の必要性も叫ばれた。

## 大隈主導の幣制改革

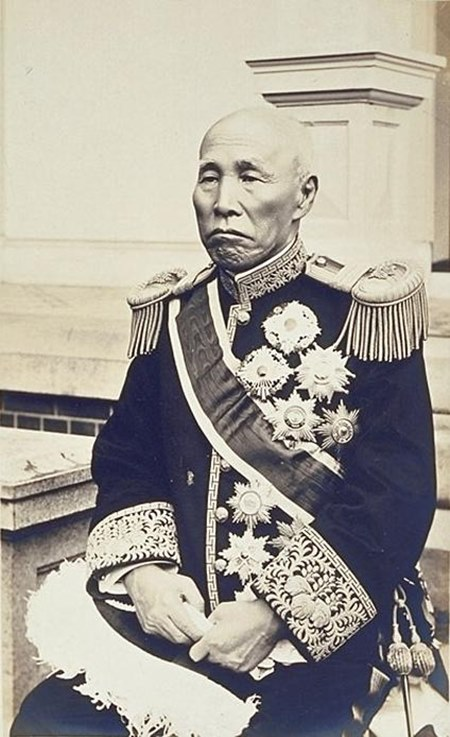
大隈重信

上記の矛盾を解決するため、明治2年2月5日（1869年3月17日）、三岡失脚後幣制改革を主導することになった、外国官判事兼会計御用掛大隈重信の建白により、造幣局が設立されることとなった。大隈は同年3月4日輔相三条実美に対し、通貨単位を両から円に改めること、10進法を基本とすること、硬貨を方形ではなく円形とすることなどを建白し、了承された。しかし、実際に新通貨「円」が施行されるまでは、この後2年の歳月を要することになる。明治2年11月4日（1869年12月6日）に発生した新貨幣生産を担うべき造幣局予定地の火災による設備の焼失や、市場に流通する偽金・不換紙幣の整理に時間を割かれたためである。
会計官副知事となった大隈は、とりあえず太政官札と準備中の新貨幣との交換を約束するとの布告を出して強制的に太政官札を通用させる一方、正金との引き替えを禁じる。しかし、太政官札価値の下落はなおも続き、明治2年6月には正金100両に対し185両にまで低下した。さらに大蔵大輔（のち民部大輔・参議を兼任）となった大隈は、外国から苦情が殺到していた贋造の旧二分金（1両の半分）の回収を急いだ。同年11月には、それまで高い額面しか無かった太政官札に加え、便宜のため小額紙幣（2分、1分、2朱、1朱）を「民部省札」として発行、流通させた。太政官札はこれらの努力により、明治3年（1869年）には、ほぼ正金と同価値にまで信用を回復する。
しかし今度は偽太政官札が流通し始めており、偽造が不可能なほど精細な紙幣の発行が急がれた。大隈は北ドイツ連邦の会社に印刷を依頼し、明治通宝（新紙幣、ゲルマン札）の発行を開始した。
明治3年11月27日（1871年1月17日）には大阪に設置された造幣寮が稼働開始、明治4年2月15日（1871年4月4日）には創業式を挙行した。最新式の鋳造機を香港から購入し、贋造が難しい近代的な貨幣鋳造が開始された。本位貨幣として金貨5種（20円、10円、5円、2円、1円）、銀貨1種（1円）、補助貨幣として、銀貨4種（50銭、20銭、10銭、5銭）、銅貨4種（2銭、1銭、半銭、1厘）が発行された。明治4年12月より、旧貨幣（万延二分判・一分銀・寛永通寳・天保通寳など）と新銭貨との交換が行われている。
紙幣に関しては、明治通宝が額面9種（100円、50円、10円、5円、2円、1円、半円、20銭、10銭）をもって発行された（のちに旧藩札や太政官札と交換されることになる）。

## 新貨条例の制定
造幣寮で新貨幣鋳造が始まったことにより、新たな貨幣制度の制定の準備が整ったが、金・銀どちらを本位貨幣にするかは、結論は出ていなかった。上記のように幕末期以来大量の金が国外に流出していたため、金準備が不足しており、また横浜では、他の多くのアジア諸国と同様に「洋銀（メキシコドル）」での取引が常態化していたため、大隈としては金銀複本位制を考えていた。
明治3年11月12日（1871年1月2日）太政官裁定において、一圓銀貨を本位貨幣、金貨その他を補助貨幣とする案がまとめられ、貨幣の品位および量目は以下のように定められた。当初補助銀貨の一種に25銭銀貨の案があったが明治3年5月16日（1870年6月14日）、造幣寮首長キンドルの意見を採用して20銭銀貨に改められた。
- 本位銀貨　

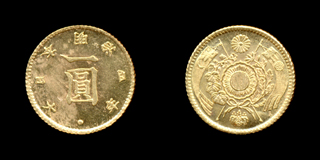
日本の本位貨幣（原貨）
旧1円金貨・明治4年銘

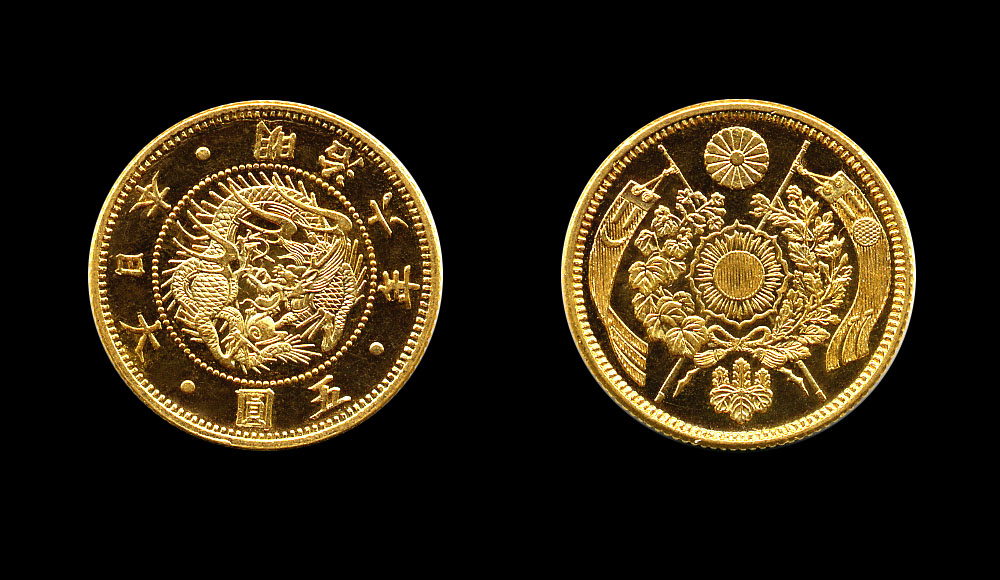
米5ドル金貨と等価とされた旧5円金貨
明治6年銘(小型)プルーフ貨

  - 壹圓銀貨 - 品質銀九分銅一分、径1.5インチ、量416ゲレイン
- 補助銀貨
  - 五拾銭銀貨 - 品質銀八分銅二分、径1.2インチ、量208ゲレイン
  - 貳拾銭銀貨 - 品質銀八分銅二分、径15/16インチ、量83ゲレイン
  - 一拾銭銀貨 - 品質銀八分銅二分、径11/16インチ、量41.6ゲレイン
  - 五銭銀貨 - 品質銀八分銅二分、径（闕ク）、量20.8ゲレイン
- 補助金貨
  - 一拾圓金貨 - 品質金九分銅一分、径1.25インチ、量248ゲレイン
  - 五圓金貨 - 品質金九分銅一分、径15/16インチ、量124ゲレイン
  - 貳圓半金貨 - 品質金九分銅一分、径13/16インチ、量62ゲレイン
- 補助銅貨
  - 壹銭銅貨 - 品質純銅、径1・3/32インチ、量110ゲレイン
  - 半銭銅貨 - 品質純銅、径12/16インチ、量55ゲレイン

明治3年11月27日（1871年1月17日）、大阪川崎村の造幣局において、新貨幣の鋳造を開始した。しかし、当時アメリカ合衆国に出張中の大蔵少輔兼民部少輔伊藤博文は明治3年12月29日（1871年2月18日）、「現在、世界の大勢は金本位に向かいつつあり」と大蔵卿に対し建言し、金本位制の採用を決定した。
これにより新たに一円金貨と二十圓金貨を発行し、一円銀貨は開港場等の対外貿易に限る旨等を定めた「新貨条例」が、明治4年5月10日に太政官より布告された。

## 法律の概要
条文は「前文論告」、「新貨幣例目」および「新貨幣通用制限」により構成され、貨幣の図面、量目、品位および直径などを記した「新貨幣品位量目表」が掲げられている。新貨条例の概要は以下の通りである。
- 貨幣の基準単位を「両」から「圓（円）」に切り替え（旧1両を新1円とする）る。
- 旧貨幣は漸次廃止する。
- 補助単位として「銭」「厘」を導入。100銭=1円、10厘=1銭とし、10進法とする。
- 本位貨幣を金貨とし、1円金貨を原貨とする（金本位制）。
- 1円金貨の含有金を純金23.15ゲレイン=1.5gとする（1アメリカドルに相当する）。
- 本位貨幣については自由鋳造・自由融解を認める[注 1]。

これにより、旧1両が新1円に等価となり、さらに1米ドルとも連動する分かりやすい体系となった。なお、やはり伊藤の建議により、アメリカのナショナルバンク制が導入されることになり、翌年制定の国立銀行条例により設立された「国立銀行」（名前は国立だが民営である）が紙幣の発行を担うことになった。
また、明治5年4月1日（1872年5月7日）より旧藩札・太政官札・民部省札と新紙幣（明治通宝）の交換が開始され、明治12年までにはほぼ回収が終了した。
貨幣の品位および量目は以下のように定められた。しかし一圓金貨は技術上の問題から龍図がうまく圧印できず発行されなかった。また銅貨も製造所の建設が遅れたため、この時点では少量の試鋳貨幣の製造にとどまった。新貨条例による銅貨の品位は、新貨条例の文中には記載されていないが、銅98%、錫1%、亜鉛1%で製造された（流通用としての銅貨の製造は模様改正後の明治6年から）。
- 本位金貨幣
  - 二十圓金貨 - 品位千分ノ内金900銅100、純金重量30グラム、貨幣全量33・1/3グラム
  - 十圓金貨 - 品位千分ノ内金900銅100、純金重量15グラム、貨幣全量16・2/3グラム
  - 五圓金貨 - 品位千分ノ内金900銅100、純金重量7.5グラム、貨幣全量8・1/3グラム
  - 二圓金貨 - 品位千分ノ内金900銅100、純金重量3グラム、貨幣全量3・1/3グラム
  - 一圓金貨 - 品位千分ノ内金900銅100、純金重量1.5グラム、貨幣全量1・2/3グラム
- 貿易銀
  - 一圓銀貨 - 品位千分ノ内銀900銅100、純銀重量24.261グラム、貨幣全量26.957グラム
- 定位ノ銀貨幣（補助ノ銀貨）
  - 五十銭銀貨 - 品位千分ノ内銀800銅200、純銀重量10グラム、貨幣全量12.5グラム
  - 二十銭銀貨 - 品位千分ノ内銀800銅200、純銀重量4グラム、貨幣全量5グラム
  - 十銭銀貨 - 品位千分ノ内銀800銅200、純銀重量2グラム、貨幣全量2.5グラム
  - 五銭銀貨 - 品位千分ノ内銀800銅200、純銀重量1グラム、貨幣全量1.25グラム
- 定位ノ銅貨（補助ノ銅貨）
  - 一銭銅貨、量目110ゲレイン
  - 半銭銅貨、量目55ゲレイン
  - 一厘銅貨、量目14ゲレイン

貨幣の形式に関連して量目の単位であるガラム（グラム）、ゲレイン（グレーン）および日本の量目の単位である戔（匁）の換算表も定められた。 1ガラム = 15.432ゲレイン = 0.266204戔、日本量目では1戔 = 3.756521ガラム = 57.971ゲレインであった。

### 新貨幣通用制限
本位金貨は支払いに対し法貨として無制限通用と定められた。
貿易一圓銀貨は貿易取引専用とし、貿易一圓銀貨100円は金貨101円と等価とする。これにより金銀比価は1:16.01と当時の国際水準に基づくものとなった。貿易一圓銀貨は国内における一般取引には用いないこととした。
補助銀貨は一回の支払いに対し法貨としての通用制限は10円とされ、補助銅貨は一回の支払いに対し通用制限は1円とされた。ただし、貿易一圓銀貨の国内における制限および補助貨幣の通用制限は、受取り、払渡しを拒否する権利があるということであり、互いの対談による合意に基づく取引はこの限りでない。

## 関連法令

### 改正
新貨条例で定められた貨幣の形式はその後の太政官布告により幾度か改正され、補助銀貨の量目変更、貨幣の直径、模様が変更された。また貿易一圓銀貨については、通用に関して重大な変更が行われた。また流通不便の五銭銀貨および二銭銅貨に代わり、五銭白銅貨が制定された。
- 明治4年9月13日太政官布告第462号
  - 条文中の違算及び誤写を訂正する。
- 明治5年2月5日太政官布告第34号
  - 貨幣の圧印作業の問題により一圓金貨の模様を龍図から「一圓」の文字に改める。
- 明治5年3月8日太政官布告第74号
  - 貨幣の圧印作業の問題により五銭銀貨の模様を龍図から「五錢」の文字に改める。
- 明治5年11月14日太政官布告第341号
  - 貨幣製造の技術上の問題から十圓、五圓、二圓、一圓金貨幣および五十銭、二十銭銀貨幣の直径を縮小する。また補助銀貨の量目を増加し貿易一圓銀貨に対し額面による比例とする。しかし銀貨のうち発行されたのは五十銭のみで、しかも現存する直径の変更された五十銭銀貨幣の量目は12.5グラムと変化はない[8]。
- 明治6年2月10日太政官布告第46号
  - 国際化に配慮して五十銭、二十銭、十銭、五銭銀貨幣の模様を改め、額面を算用数字およびローマ字との併記とする。
- 明治6年8月29日太政官布告第308号
  - 二銭銅貨を加え、銅貨を二銭、一銭、半銭、一厘の四種とし、額面表記を算用数字およびローマ字との併記とする。
- 明治7年3月20日太政官布告第34号
  - 貿易一圓銀貨の模様を改め額面表記を算用数字およびローマ字との併記とする。
- 明治8年2月28日太政官布告第35号
  - 貿易一圓銀貨の国際的な流通を促進するため量目を420ゲレインに増量し、額面表記を「貿易銀」に改める。
- 明治8年6月25日太政官布告第108号
  - 新貨条例の条文を一部改正し「貨幣條例」として改めて公布された[9]。ここでは「新貨幣例目」の項目は「貨幣例目」に改められ、 江戸時代の貨幣と新貨幣との価格に関する説明が削除された。また貿易銀および量目を増加した補助銀貨が量目公差表に追加された。
  - 「新貨幣通用制限」の項目は「貨幣通用制限」に改められ、「定位ノ銀貨幣」は「補助ノ銀貨」に、「定位ノ銅貨」は「補助ノ銅貨」にそれぞれ改められた。さらに開港場貿易に使用する「一圓銀」は「貿易銀」と改められ、条文も見直された。
- 明治9年3月4日太政官布告第27号
  - 貿易一圓銀貨100円は金貨100円と等価とする。
- 明治11年1月19日太政官布告第2号
  - 通用貨幣の溶解又は毀損禁止を定める。
- 明治11年5月27日太政官布告第12号
  - 開港場使用の一圓銀貨を公私の取引授受を可とする。
- 明治11年11月26日太政官布告第35号
  - 「貿易銀」表記の銀貨を量目416ゲレイン、「一圓」表記の明治7年制定のものに復帰する。
- 明治21年11月6日勅令第74号
  - 小型で流通不便の五銭銀貨に代わり五銭白銅貨を定める。白銅貨の法貨としての通用制限は1円とされた。

### 旧貨幣の引換および通用停止
江戸時代の小判、二分判、一分銀など定位貨幣は含有金銀量に基づいて価格が定められた上、流通高が調査され、新貨幣と引換えられたが、引換えは進捗せず期限は度々延期され最終的に明治21年（1888年）12月31日に交換廃止となった。8厘通用の天保通寳は重量が嵩張り流通不便貨幣として通用停止が布告されたが、これも2度期限が延期された。
- 定位金貨および定位銀貨
  - 明治7年9月5日太政官布告第93号により、旧貨幣の価格改正および通用停止を布告し、交換期限を明治8年12月までとする。
  - 明治8年12月28日太政官布告第202号により、交換期限を明治9年12月末までに延長。
  - 明治9年12月28日太政官布告第159号により、交換期限を明治10年12月末まで更に延長。
  - 明治10年10月11日大蔵省布達甲第26号により、交換期限を明治11年12月末まで更に延長。
  - 明治11年12月4日大蔵省布達甲第67号により、交換期限を明治12年12月末まで更に延長。
  - 明治12年12月23日大蔵省布達甲第133号により、交換期限を追って達しのあるまで延期。
  - 明治21年11月24日大蔵省令第16号により、旧貨幣は明治21年12月31日限りで交換を廃止。
- 天保通寳
  - 明治17年10月2日太政官布告第26号により、天保通寳を明治19年12月限りで通用禁止、期限内に交換を布達。
  - 明治19年11月15日勅令第70号により、通用禁止を明治24年12月31日までに延長。
  - 明治25年1月4日大蔵省告示第1号により、国庫納入および交換期限を明治29年12月31日まで更に延長。
  - 明治29年3月18日大蔵省訓令第2号、重ねて11月19日大蔵省訓令第35号により、明治29年12月31日限りで交換を廃止。
- 明治5年9月24日太政官布告第283号
  - 鉄銭の貨位を改正し寛永通寳鉄一文銭を1/16厘、精鉄四文銭を1/8厘とした。

## 事実上の金銀複本位制
伊藤の建議どおり当時欧米では金本位制が主流になりつつあったとはいえ、清をはじめアジア諸国は依然として銀主体の経済圏であり、また対外交易でも墨銀（メキシコドル銀貨）等の洋銀が通用していた。このため新貨条例では、明治政府は本位貨幣である一円金貨と貿易用に限定した一円銀貨を鋳造し、開港場での無制限使用を認めたことで金本位制をうたっていながら、実質的には金銀複本位制を採ったことになる。実際、明治6年（1873年）頃から銀価格の下落が進むにつれ、金貨の国外流出はいっそう激しくなり、明治8年（1875年）には、これまで墨銀に一致させてきた一円銀貨の品目（銀含有量）を米ドルの米国銀と一致させることとし、正式に「貿易銀」と呼称し、事実上の本位貨幣として扱われることとなった（なお、新貨条例は「貨幣条例」と改称された）。
明治10年頃には市場では銀貨の流通量が金貨を上回るようになり、大蔵卿・大隈は金銀複本位制の導入を建議するにいたる。明治11年には開港場だけでなく、国内での無制限通用も認められることとなった。これにより名目上も完全に金銀複本位制に移行した。

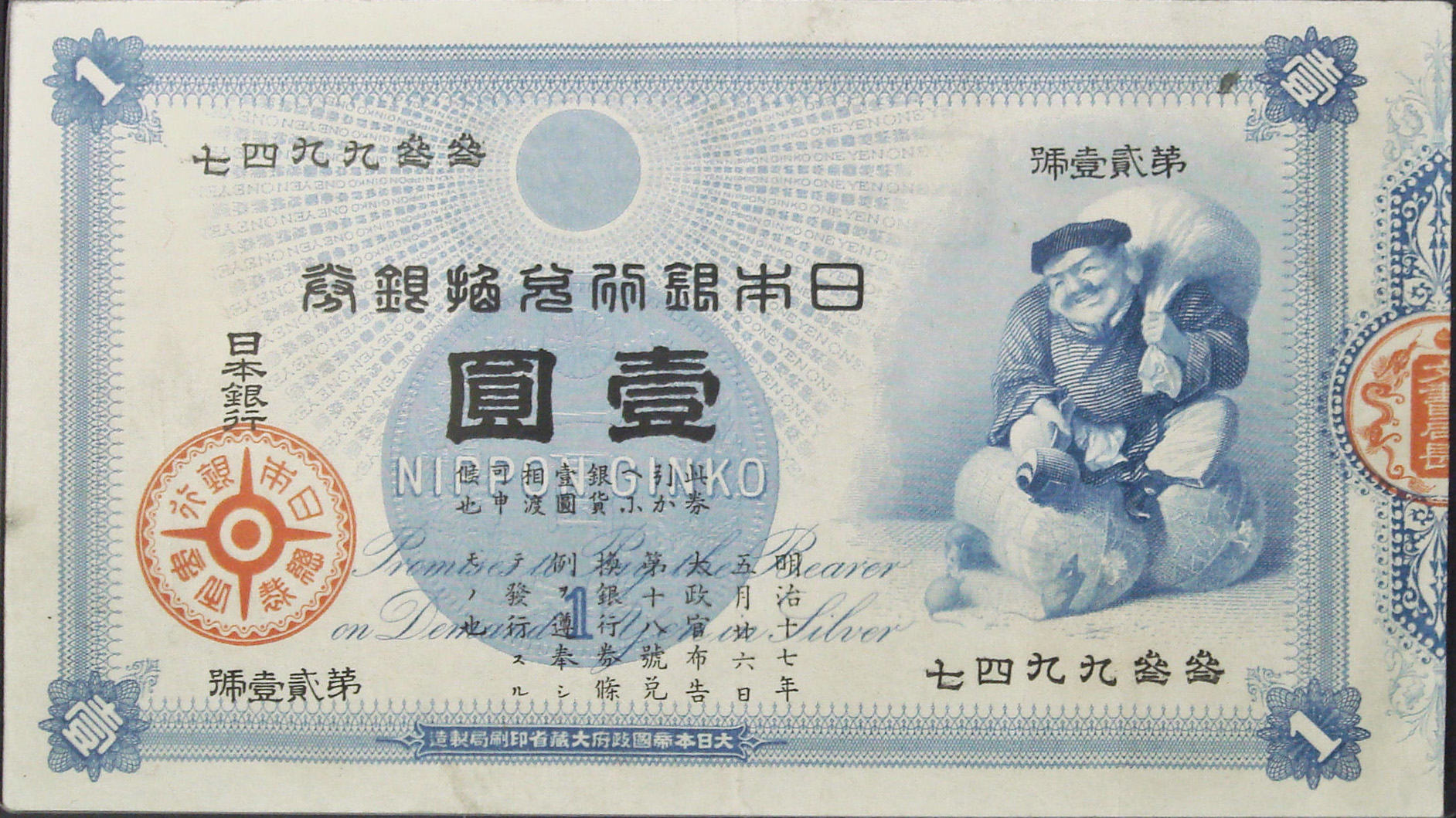
日本銀行兌換銀券一円券（1885年）、通称大黒壹圓。

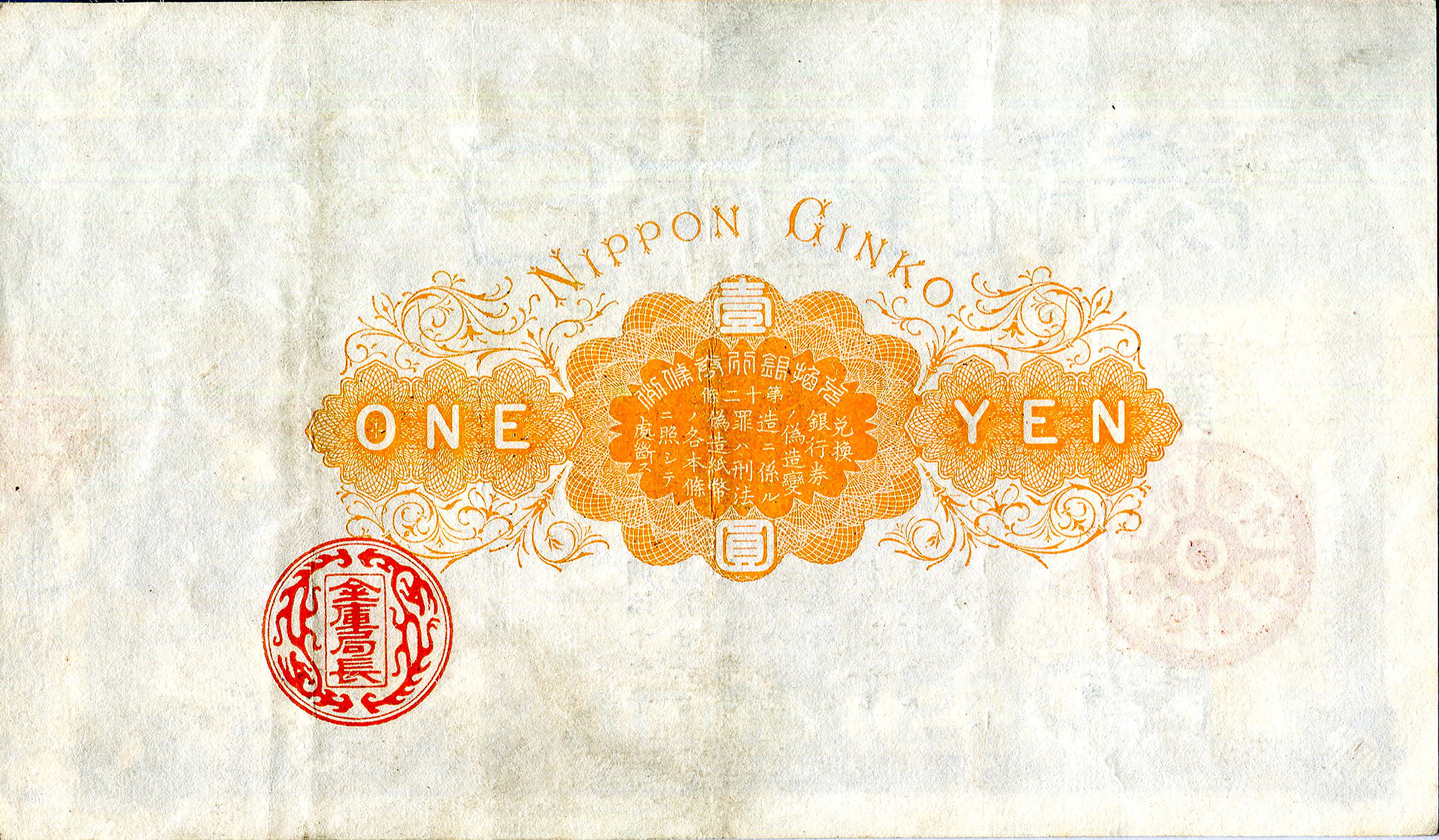
同裏面

しかしすでに明治9年の国立銀行条例改正により事実上不換紙幣の発行が認められるようになっており、西南戦争の戦費支出増大などに伴い不換紙幣の増発が続いたため、インフレが急速に進行。金銀の流出、および退蔵化がさらに進んだため、松方デフレ政策の登場となった。明治十四年の政変により大隈が失脚した後、大蔵卿（明治17年より大蔵大臣）となった松方正義が主導した超緊縮財政、および明治15年（1882年）の日本銀行設立による紙幣発行独占により銀準備が回復し、明治18年（1885年）に事実上銀本位制に移行した。
その後も金本位制は松方主導の下に研究が進められ、紆余曲折を経て日清戦争の賠償金を正価準備として充足するなどして、明治30年（1897年）に貨幣法が制定され、ようやく導入されることになる（ただし、金平価を0.75グラム=1円という旧来の2分の1の平価とした）。